# 真幸站
真幸站（日语：〔〕／ Masaki eki */?）位於日本宮崎縣蝦野市內堅，是九州旅客鐵道（JR九州）肥薩線上的車站。

## 車站構造

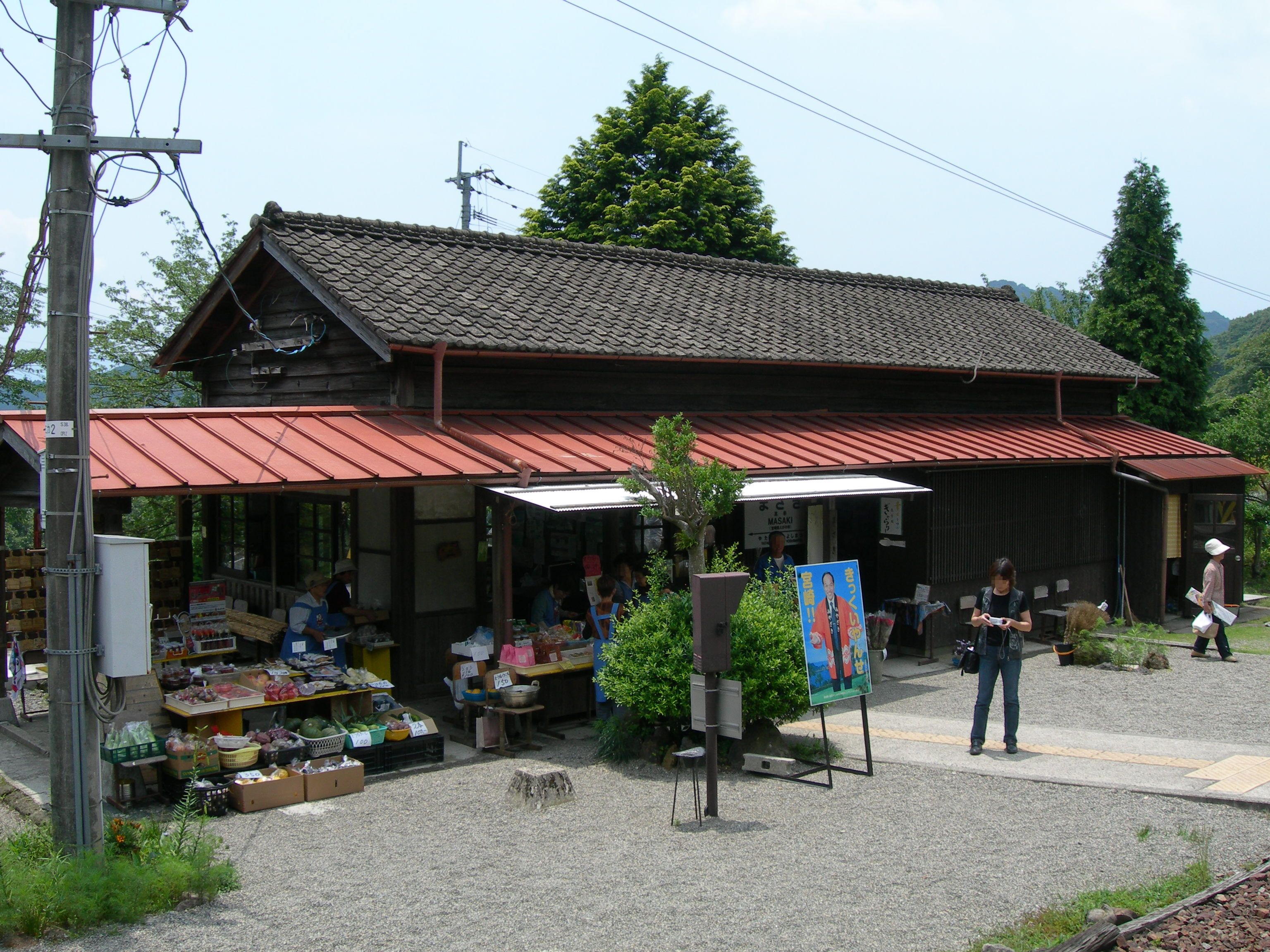
真幸站

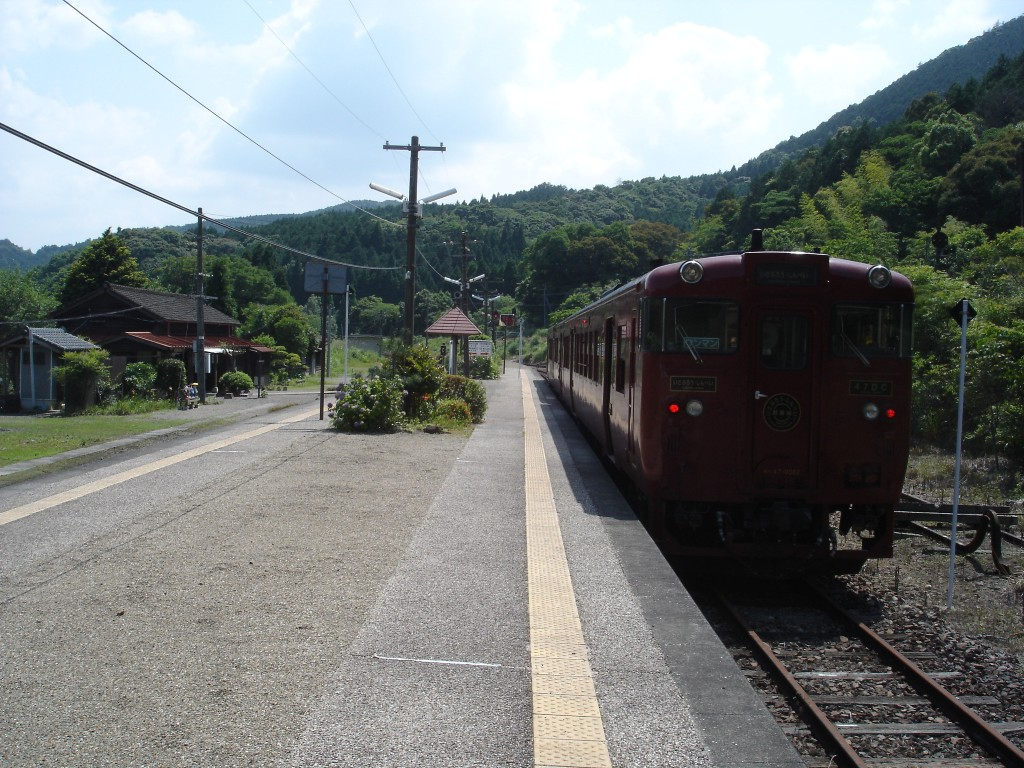
真幸站月台

肥薩線矢岳 - 吉松間又被稱為「山線」，真幸站為肥薩線唯一位於宮崎縣的車站。真幸站附近線路為逆Z字型的折返式鐵路，不允許列車直接通過，因此行駛於肥薩線上的各級列車必須停靠於真幸站。 
月台上設有一座「幸福之鐘」（幸せの鐘），據說其幸福的程度取決於鐘聲響度的大小。雖然車站已經無人化，但附近有地方居民充當志工維護，除了設置留言簿外，同時也販賣當地名產、紀念入場券與茗茶品嘗的活動等等。

## 車站周邊
雖然國道447號就通過附近，不過車站週邊是樹林，人不怎麼多。
- 國道447號
- 真幸礦泉

## 營運情況
- 2006年度，一日的平均乘車人數是一人。

## 历史

### 事故

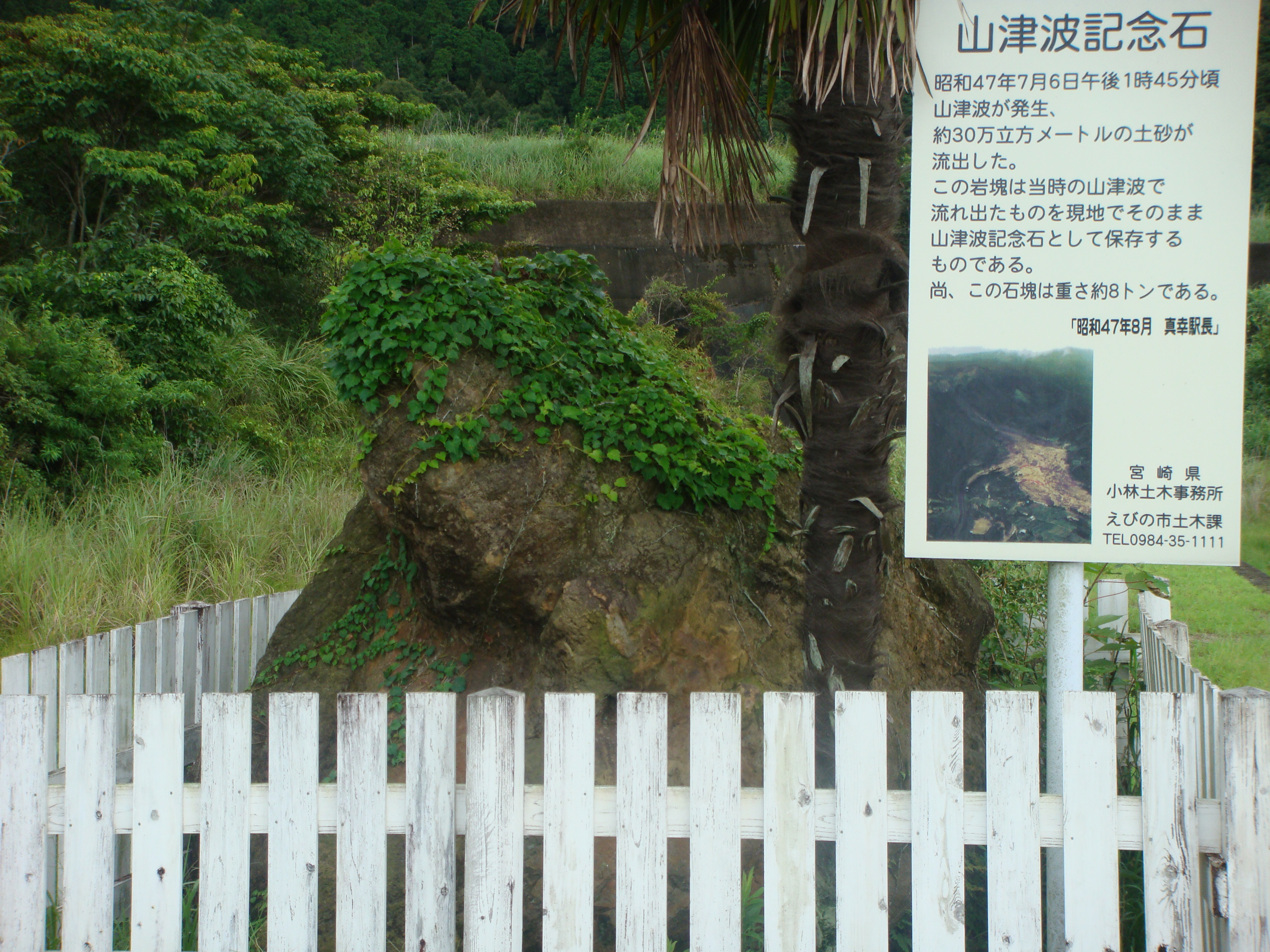
山洪的紀念石

- 1945年（昭和20年）8月22日，當時正值戰時緊急時期，一列載滿復員軍人的列車在第二山神隧道發生故障。由於通風不良，隧道內充滿煤煙，迫使許多人離開車廂逃難，然而列車前方的司機並未被告知有乘客已離開車廂，於是將列車後退，卻意外碾死正在逃難的乘客，這起意外造成53人死亡。事故近因可能是戰時蒸汽機車過度使用欠缺正常保養、使用劣質煤炭、在加上列車當時滿載；遠因則可能是8月11日盟軍空襲南九州，切斷鹿兒島本線與日豐本線的運輸（分別炸毀鹿兒島本線上的球磨川橋梁與日豐本線上的小丸川橋梁），加重當時唯一聯絡中南九州的肥薩線其負擔。事故過後在附近見有一座復員均人殉難碑，觀光列車「伊三郎」、「新平」通過隧道時亦有解說。

- 1972年（昭和47年）7月6日，受到大雨所影響，距車站的裡山高350公尺、寬280公尺範圍的土石崩落。形成的土石流在真幸車站內部和周圍的地帶破壞，造成4人死亡、5人受傷以外，也造成28棟住家和非住家的建築29棟被沖走。另外，車站這時流入重約8噸的巨石，至今仍留在該處。

### 事紀
- 1911年（明治44年）3月11日 設立（但未辦理客運業務）
- 1911年（明治44年）5月11日 正式營運
- 1927年（昭和2年）10月17日 鹿兒島本線海岸新線通車，八代 - 人吉 - 鹿兒島間分離出成為肥薩線。
- 1986年（昭和61年）11月1日 導入電子閉塞裝置，車站無人化
- 1987年（昭和62年）4月1日 -  國鐵分割民營化後成為九州旅客鐵道（JR九州）轄下的車站。
- 2007年（平成19年）11月30日 真幸站被列入南九州近代化産業遺産群與物資輸送關連的項目

## 相鄰車站
九州旅客鐵道
肥薩線
矢岳－真幸－吉松

## 外部連結
- JR九州 － 真幸車站 （页面存档备份，存于）（日語）